# Chris Terkelsen
Chris Risbjerg Terkelsen (16. februar 1972) er en dansk tidligere landsholdsløber, der er verdensmester i orientering.
I 1998 vandt Chris Terkelsen den samlede World Cup. Chris Terkelsen har også vundet sølv ved VM i 2005 og ved EM i 2004.
Han har herudover vundet danmarksmesterskabet (DM) i orientering fem gange og har vundet en række af danske medaljer i øvrigt.
Chris Terkelsen voksede op i Jelling og begyndte at løbe orienteringsløb i Orienteringsklubben Gorm. Siden har han bl.a. løbet for Farum OK, de to svenske klubber IFK Göteborg Orientering og IFK Lidingö Ski- og Orienteringsklub samt norske Halden SK.

## Resultater i orientering

### VM
Chris Terkelsen vandt mesterskabstitlen ved  verdensmesterskabet (VM) i Norge (1997). Som anden løber på stafetten vandt han guld sammen med Torben Skovlyst, Carsten Jørgensen og Allan Mogensen.
I 2005 vandt Chris Terkelsen sølv på mellem-distancen ved VM i Japan.

### World Cup
I 1998 vandt Chris Terkelsen som den første dansker guld i den samlede  World Cup i orientering, der omfattede i alt 13 afdelinger (ni individuelle løb, O-Ringen (5-dages) og tre stafetter). Samlet set blev Chris Terkelsen nr. 4 ved World Cuppen i 2005.
I 1998 vandt han også den samlede World Cup i stafet sammen med Thomas Hjerrild og Allan Mogensen.
Chris Terkelsen har i alt vundet fire World Cup-sejre. I 1998 vandt han tre World Cup-sejre på den klassiske distance i henholdsvis Storbritannien, Polen og Estland. I 2005 vandt han en World Cup-sejr på langdistancen i Italien.
Oversigt over World Cup-sejre
| Nr. | Dato               | Sted               | Distanse |
| --- | ------------------ | ------------------ | -------- |
| 1.  | 28. maj 1998       | GBR, Lake District | Klassisk |
| 2.  | 15. september 1998 | POL, Krakow        | Klassisk |
| 3.  | 27. september 1998 | EST, Otepää        | Klassisk |
| 4.  | 6. oktober 2005    | ITA, Subiaco       | Lang     |

### EM
Ved europamesterskabet (EM) i Danmark (2004) vandt Chris Terkelsen sølv som førsteløber på stafetten sammen med René Rokkjær og Carsten Jørgensen

### NM
Nordiske Mesterskaber Ved de Nordiske Mesterskaber (NM) i Danmark (1997) vandt Chris Terkelsen guld på både den korte distance og på stafetten sammen med Torben Skovlyst, Allan Mogensen og Carsten Jørgensen.

### Internationale stafetter
Tiomila I 2000 vandt Cris Terkelsen den årligt tilbagevendende orienteringsstafet Tiomila sammen med det norske stafethold 'Halden Skiklub 1'. Ved denne stafet er der ti løbere – han løb det sjette stræk.
Jukola Chris Terkelsen har tre gange været med til at vinde den årligt tilbagevendende orienteringsstafet Jukola i Finland med et norsk stafethold fra Halden SK. På hvert stafethold er der syv mænd. I 1997 og 1998 var han femte løber, mens han løb som nr. 4 i 2000.

### DM i orientering
Chris Terkelsen har vundet tre individuelle DM-titler samt medaljer i samtlige individuelle discipliner på daværende tidspunkt: lang, kort, mellem, sprint og nat-orienteringsløb. I 1993 vandt han sit første individuelle danske mesterskab ved DM-Nat. I alt er det blevet til 12 medaljer på de individuelle distancer i orientering: tre guldmedaljer, tre sølvmedaljer og seks bronzemedaljer.
Chris Terkelsen har vundet guld på den klassiske distance (1997), på den korte distance (1998) og ved DM-Nat (1993).
Han har herudover vundet bronze på den korte distance (1997) og på mellem-distancen (2003).
På den klassiske distance har han vundet to sølvmedaljer (1993 og 2001)
og to bronzemedaljer (1994 og 1998),
mens han har vundet sølv (1998) og bronze (1995) på langdistancen.
I 2006 vandt Chris Terkelsen bronze i sprint.
Chris Terkelsen har i alt vundet fem medaljer ved DM i stafet.
I 1993 og 1994 vandt Chris Terkelsen guld på stafetten, i 1992 og 1995 vandt han sølv og i 1991 vandt han bronze. Ved alle fem stafetter løb han sammen med Thomas Hjerrild og Torben Skovlyst.
Medaljeoversigt ved danske mesterskaber
2006
- Bronze, Sprint (Frederiksværkskovene)

2003
- Bronze, Mellem (Rømø)

2001
- Sølv, Klassisk (Paradisbakkerne)

1998
- Sølv, Lang (Hørbylunde)
- Bronze, Klassisk (Lorup Valbygård og Valdemarskilde)
- Guld, Kort (Rye Sønderskov)

1997
- Guld, Klassisk (Velling Snabegård)
- Bronze, Kort (Holstenshuus)

1995
- Bronze, Lang (Rønhøj-Oudrup Lundby Hede)
- Sølv, Stafet (Langesø)

1994
- Bronze, Klassisk (Ravnsø)
- Guld, Stafet (Yding)

1993
- Sølv, Klassisk (Fanø Midt)
- Guld, Nat (Valborup)
- Guld, Stafet (Blåbjerg Øst)

1992
- Sølv, Stafet (Grønholt Hegn)

1991
- Bronze, Stafet (Vrads)

## Andre udmærkelser
Efter afstemning blandt Dansk Orienterings-Forbunds medlemmer er Chris Terkelsen to gange blevet kåret til ’Årets orienteringsløber (1998 og 2005). Efter VM i 1997 blev VM-stafetholdet med Chris Terkelsen, Torben Skovlyst, Carsten Jørgensen og Allan Mogensen kåret til ’Årets orienteringsløber(e)